# Archibald Vivian Hill
Archibald Vivian Hill (Bristol, 26 settembre 1886 – Cambridge, 3 giugno 1977) è stato un medico e fisiologo britannico, Premio Nobel per la medicina nel 1922, in compagnia di Otto Meyerhof.

## Biografia
Nasce a Bristol il 26 settembre del 1886, e fin da bambino spicca per le sue prodigiose doti scientifiche, peculiarità che lo accompagneranno verso una brillante formazione accademica presso il Trinity College, Cambridge. Fra i suoi primi lavori spiccano la caratterizzazione delle cinetiche enzimatiche, oggi note come equazioni di Michaelis-Menten, e lo sviluppo del coefficiente di Hill. La sua prima pubblicazione, datata 1909, getta infatti le fondamenta per la comprensione dei meccanismi dell'allosteria e del legame cooperativo.
Gli anni successivi vedranno Hill rivolgere la sua attenzione sulla fisiologia del sistema nervoso periferico. Questo periodo fu contraddistinto da numerose misurazioni in ambito fisico sulla biochimica sensoriale e dai primi esperimenti sulla produzione di calore nei sistemi biologici, intrattenendo anche piacevoli rapporti con i colleghi di tutta Europa.
Nel 1913 sposò Margaret Keynes, figlia dell'economista John Neville Keynes e sorella di John Maynard Keynes e del chirurgo Geoffrey Keynes ebbero due figli e due figlie: Polly Hill (1914-2005) economista; David Keynes Hill (1915-2002) fisiologo; Maurice Hill (1919-1966) oceanografo; Janet Hill (1918-2000) psichiatra infantile, sposata con l'immunologo John Herbert Humphrey.
Nel 1914, allo scoppio della prima guerra mondiale, Hill si arruolò nel esercito britannico, entrando a far parte di un team operativo di ricerca balistica, dove conobbe, fra gli altri, i fisici Ralph H. Fowler, Douglas Hartree e Arthur Milne.
Tornò a Cambridge nel 1919 poco prima di ottenere la cattedra in fisiologia alla Victoria University di Manchester (1920). Fu in questo periodo che parallelamente a Otto Fritz Meyerhof, scoprì e comprese i meccanismi di produzione del calore nei muscoli scheletrici che quantificò: 20% efficienza netta di prestazioni aerobiche costanti . I due condivideranno il Premio Nobel per la Fisiologia e la Medicina nel 1922 per questa scoperta.
Nel 1923 successe ad Ernest Starling come professore di fisiologia alla University College of London, cattedra che manterrà fino al suo pensionamento nel 1951.